# Zollo
Zollo es una localidad situada dentro del municipio de Arrancudiaga. Hasta 1968, Zollo fue un municipio independiente. En 2008 tenía una población de 126 habitantes. Con su alcalde Gorka Larizgoitia 

## Situación geográfica
La localidad de Zollo se sitúa entre las cimas Kamaraka (797 m), Ganekogorta (998 m) y Pagasarri (673 m)
En sus inmediaciones (500 metro al oeste) se halla el embalse de Zollo  (0,330 hectómetros cúbicos), propiedad del Ayuntamiento de Bilbao

## Geografía humana

### Barrios
- Zollo Urruti
- Aspiunza
- Basakoetxe
- Etxebarri
- Orueta
- Torre Beaskoetxe
- Ustara
- Zollo-Elexalde (centro de la localidad)

### Demografía
| Gráfica de evolución demográfica de Zollo entre 1842 y 1960 |
| |
| Población de derecho según los censos de población del INE Población de hecho según los censos de población del INEEntre el censo de 1970 y el anterior, este municipio desaparece porque se integra en el municipio 48009 (Arracundiaga) |

Los datos recopilados desde el año 1704 develan que la población ha oscilado entre los 83 (cifra más baja, 1745) y los 334 (cifra más alta, 1936).
Zollo alcanzó su pico de población en los años 1920 y años 1930, con un número de habitantes superior a los 300. En el siguiente registro, en 1960, la localidad de Zollo baja en picado hasta los 213 habitantes.